# Fallasburg Covered Bridge
Fallasburg Covered Bridge (alternativ auch Fallassburgh Covered Bridge) ist eine 30 m lange Brown-Fachwerk überdachte Brücke, die 1871 in der Vergennes Township in Michigan (USA) erbaut wurde und sich 8 km nördlich von Lowell am Flat River befindet.
Sie führt die Covered Bridge Road über den Fluss und liegt innerhalb des Fallasburg Historical Districts südlich von Whites Bridge und Smyrna. Sie ist in das National Register of Historic Places eingetragen.

## Bauwerk

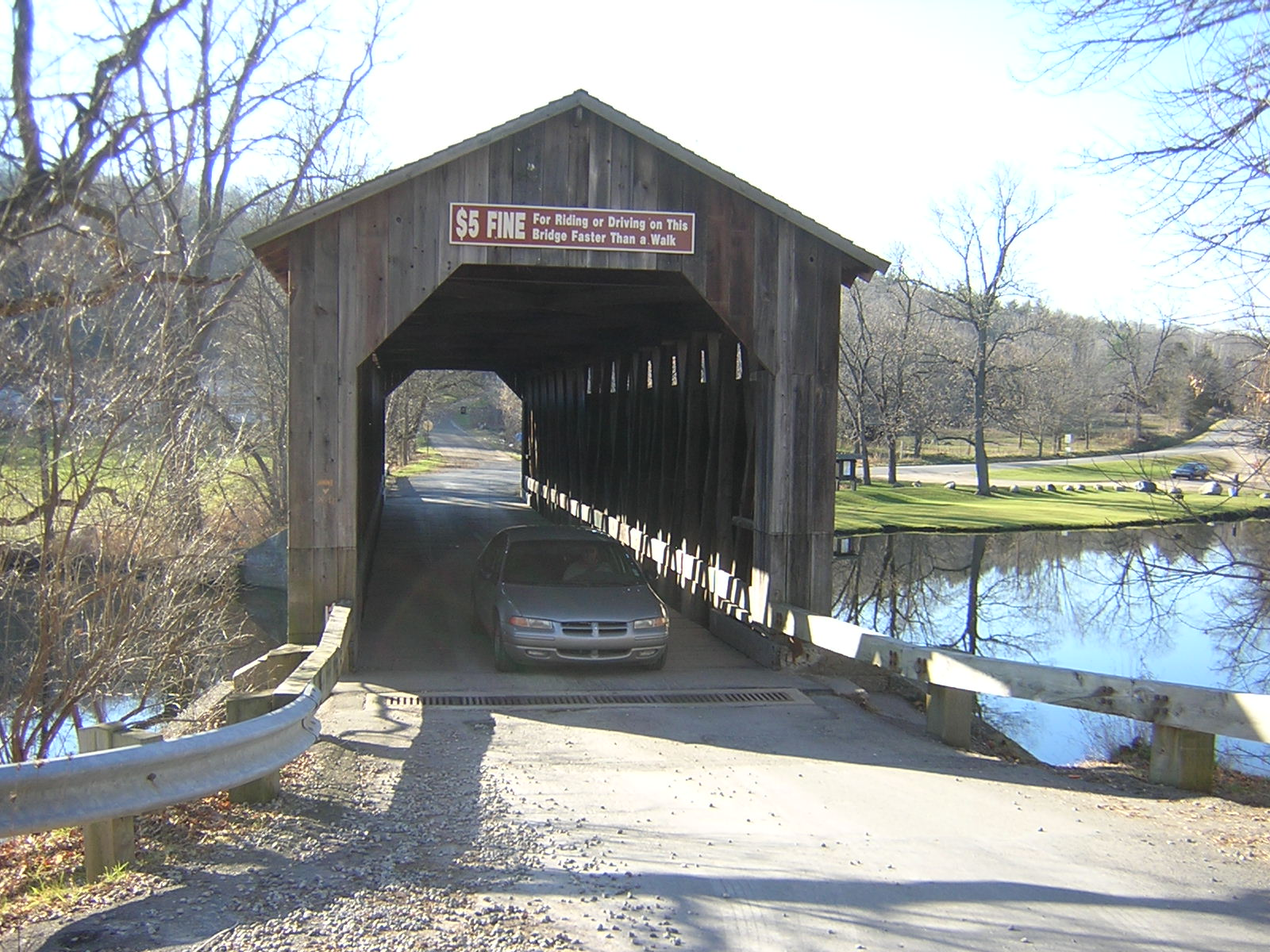
Ein Fahrzeug fährt westwärts über die Brücke. Ein Schild weist auf eine Strafe von $5 für Geschwindigkeitsüberschreitung hin.

Die Konstruktion der Brücke beruht auf dem Brown-Fachwerk. Das System ließ sich 1857 Josiah Brown aus Buffalo patentieren. Diese Bauweise ist ähnlich zur Howe-Anordnung verspannt, verwendet jedoch leichtere Glieder und weniger Holz. Sie enthält keine aufrechten Druckglieder und verwendet keine eisernen Teile, mit Ausnahme der Bolzenverbindungen an den Holzkreuzungen. Die Erbauer verwendeten das Brown-Design erfolgreich bei mindestens vier gedeckten Brücken in Michigan, wovon drei – die Ada Covered Bridge, Whites Bridge und diese – noch heute existieren. Die Brown-Träger-Bauweise war ziemlich beliebt in Michigan, konnte sich aber anderswo nicht durchsetzen.
Heute liegt die Spanne auf Fundamenten aus Beton und Feldsteinen, die 1905 an beiden Enden eingebaut wurden. Das Bauwerk ist in der typischen Weise mit einer Rahmenstruktur konstruiert, auf der ein Giebeldach mit Kreosot-Schindeln sitzt. Das Tragwerk sind Fachwerkbalken aus Seidenkiefern aus Greenville (Michigan) und ist auf der Außenseite mit rohen Kiefernbrettern verkleidet. Der Boden der Brücke ist rund 4 m breit und 30 m lang.
An beiden Portalen befindet sich ein Warnschild, das belehrt: "$5 Strafe für schnelleres Reiten oder Fahren auf dieser Brücke als beim Gehen."

## Geschichte
Die Gegend am Flat River wurde von zwei Brüdern besiedelt, die aus dem Tompkins County, New York stammten. John W. und Silas S. Fallas ließen sich hier 1837 nieder, gründeten das Dorf, die sich zu einer Raststelle an der Hauptkutschenroute zwischen Ionia und Grand Rapids entwickelte und bauten eine Fabrikation für Stühle auf, die als wichtiger Vorläufer für die Möbelindustrie in der Umgebung von Grand Rapids gilt, errichtetem eine Sägemühle und eine Getreidemühle.
Die heutige Brücke ist mindestens das zweite Bauwerk, das den Fluss an dieser Stelle querte. Man weiß, dass schon 1840 hier eine Brücke gebaut wurde, die aber durch Eisgang und Hochwasser zerstört wurde. Man glaubt, dass zumindest ein weiteres Vorgängerbauwerk gebaut wurde, das in ähnlicher Weise zerstört wurde, die Aufzeichnungen sind jedoch ungenau. 1871 wurde Jared N. Bresee, der Erbauer der Ada Covered Bridge in der nahegelegenen Ada Township beauftragt, das heute noch bestehende Bauwerk zu errichten. Die Baukosten betrugen 1500 US-Dollar.
Über die Zeit wurde die Brücke ausgebessert und verstärkt. Die ursprünglichen Brückenköpfe wurden 1905 durch Beton ersetzt und zwei weitere große Renovierungen erfolgten 1945 und 1994. Weil die verschiedenen Instandsetzungen den Einzelheiten jedoch ausreichend Aufmerksamkeit widmeten, hat die Brücke ihre historische Integrität und ihren ursprünglichen Charakter bewahrt.
Die angrenzende Stelle der ehemaligen Weizenmühle war im Jahr 2003 Gegenstand einer archäologischen Ausgrabung durch Experten der Michigan Technological University.

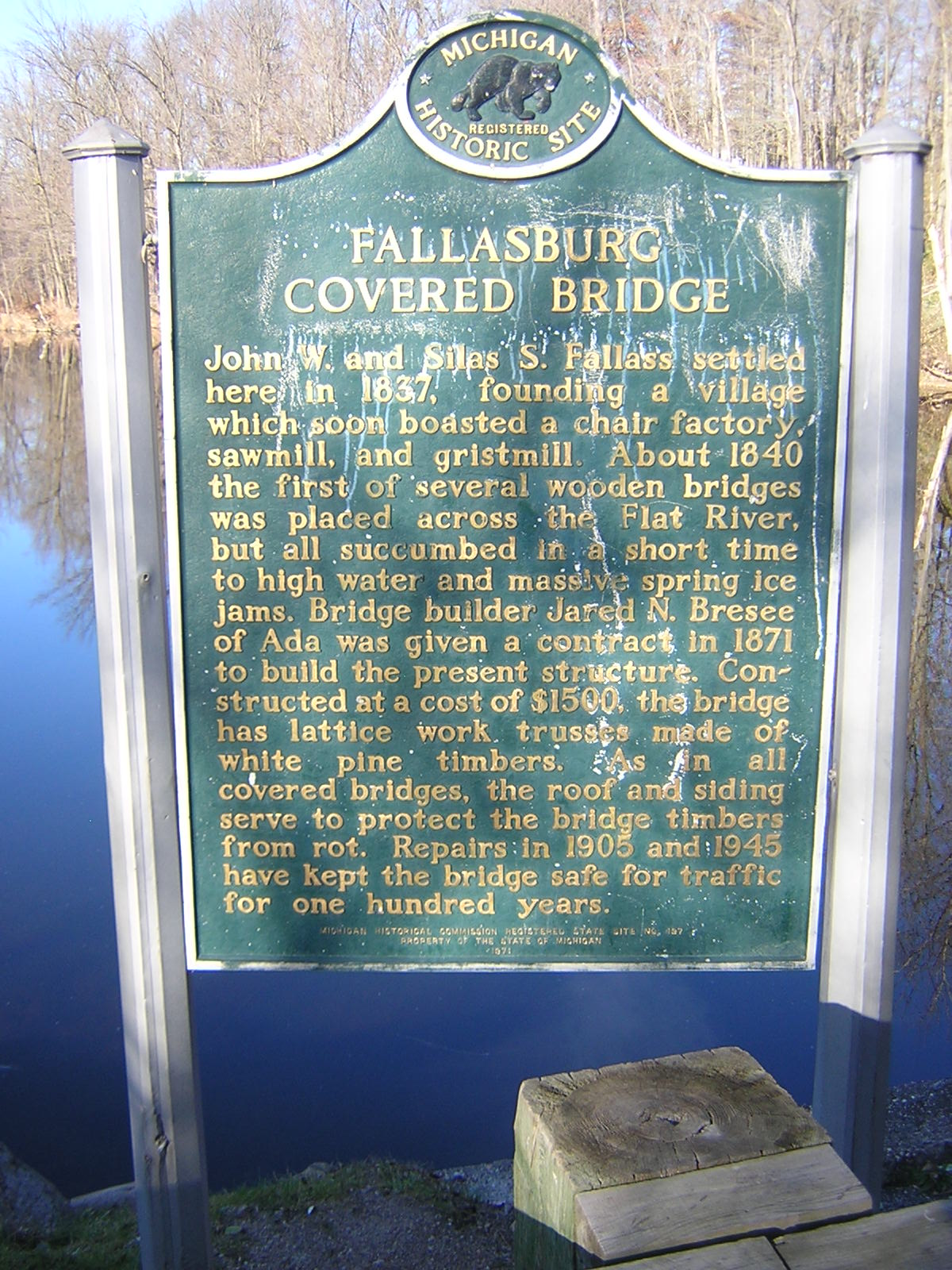
Historical Marker

Die Fallasburg Covered Bridge wurde 1959 als Baudenkmal in das Register des Bundesstaates Michigan eingetragen. Sie wurde im September 1971 mit einem Michigan Historical Marker (# S0197) versehen und am 16. März 1972 dem National Register zugefügt. Die Brücke liegt seit dem 31. März 1999 innerhalb des Fallasburg Historic Districts.

## Heutige Verwendung
Die Brücke steht dem Kraftfahrzeugverkehr immer noch zur Verfügung. Sie liegt in der Siedlung, die heute als Fallasburg Pioneer Village bekannt ist. Es gilt ein Gewichtslimit von 2,7 Tonnen. Sie ist neben Whites Bridge und Zehnder's Holz Brucke eine von nur drei gedeckten Brücken, die in Michigan noch für den Straßenverkehr freigegeben sind. In der Nominierung für das National Register of Historic Places heißt es:
„Die malerische Lage des Fallasburg Parks bringt die Fallasburg Covered Bridge zur Perfection. Die ländliche Lage und die Qualität der Konstruktion trugen zum Überdauern in einer Zeit bei, in der die alten gedeckten Brücken zerstört wurden, um neuen Straßenbauten Platz zu machen.“